# Ingershøj
Ingershøj eller Ingers Høj er en rundhøj lidt syd for Vindeby på Tåsinge, som er bygget i bronzealderen.
Højen er knap 7 meter høj og har en diameter på cirka 40 meter.
For et århundrede siden var den omgivet af en stor stencirkel, som nu er væk. Gravrøvere forvoldte skade i 1700-tallet, men skaden er tilsyneladende siden blevet udbedret. Ingershøj er aldrig blevet arkæologisk undersøgt, og der vides intet om fund.
Der er et sagn tilknyttet højen der fortæller om en ung kvinde ved navn Inger, 
der sagde at Fanden måtte tage hende hvis hun ikke forblev sin kæreste tro. 
Hun finder dog alligevel en anden kæreste som hun så vil giftes med i Bregninge kirke.
Da Inger skal til at gå til alteret med den nye kæreste, kommer Fanden ind i kirken 
og tager hende med til højen. Brudekransen beskytter hende dog, men Fanden tvinger en 
bondeknøs der arbejdede på marken til at fjerne den, hvorefter han forsvinder ind i højen med Inger.